# Guy Gilles et le Temps désaccordé
Pour plus de détails, voir Fiche technique et Distribution.
Guy Gilles et le Temps désaccordé est un documentaire français réalisé par Gaël Lépingle et sorti en 2008.

## Synopsis
Trois adolescents vivent dans un appartement parisien. Lors de leurs déambulations apparaissent la mémoire des films de Guy Gilles.

## Fiche technique
- Titre : Guy Gilles et le Temps désaccordé
- Réalisation : Gaël Lépingle
- Scénario : Gaël Lépingle et Michaël Dacheux
- Photographie : Arnaud Soulier
- Son : Eugénie Deplus
- Mixage : Gilles Bénardeau
- Montage : Benoît Quinon
- Musique : Jean-Pierre Stora
- Société de production : Bathysphère Productions
- Pays d’origine :  France
- Durée : 57 minutes
- Date de sortie : France - juillet 2008[1]

## Distribution
- Adèle Csech
- Mattéo Caranta
- Pierre Lazarus
- Macha Méril

## Sélections
- Festival international du film de La Rochelle 2008[2]
- Viennale
- FIDMarseille 2008